# Majestas Domini
Majestas Domini (Den majestætiske Jesus) er en fremstilling som viser Jesus Kristus som hersker. Fremstillingen viser ham siddende på en jordklode, tronstol eller en regnbue i en mandorla hvor han kan være omgivet af de fire evangelistsymboler.
Den tronende Kristus udstråler autoritet og repræsenterer den triumferende himmelhersker og fremtidige domme som man kan læse:
Kom til mig, alle I, som slider jer trætte og bærer tunge byrder, og jeg vil give jer hvile. (Matthæusevangeliet, Matt 11,28-29)